# NGC 4441
NGC 4441 est une galaxie lenticulaire située dans la constellation du Dragon. NGC 4441 a été découverte par l'astronome germano-britannique William Herschel en 1790.

## Caractéristiques

### Distance
Sa vitesse par rapport au fond diffus cosmologique est de 2 830 ± 8 km/s, ce qui correspond à une distance de Hubble de 41,7 ± 2,9 Mpc (∼136 millions d'al).
À ce jour, deux mesures non basées sur le décalage vers le rouge (redshift) donnent une distance de 19,150 ± 0,212 Mpc (∼62,5 millions d'al), ce qui est nettement à l'extérieur des valeurs de la distance de Hubble. Mais, puisque NGC 4441 fait partie du groupe de NGC 4125, cette valeur est plus probable que celle basée sur le décalage, car les galaxies de ce groupe sont en moyenne à 21,4 Mpc de la Voie lactée.  Si la distance de Hubble est valide, alors NGC 4441 ne fait pas partie du groupe de NGC 4125. Notons que c'est avec la valeur moyenne des mesures indépendantes, lorsqu'elles existent, que la base de données NASA/IPAC calcule le diamètre d'une galaxie et qu'en conséquence le diamètre de NGC 4441 pourrait être d'environ 54,6 kpc (∼178 000 al) si on utilisait la distance de Hubble pour le calculer.

### Brillance de surface
NGC 4441 possède des extensions très pâles qui s'étendent bien au-delà du noyau brillant de la galaxie. C'est ce qui explique sa très faible brillance de surface égale 14,96 mag/am2, on peut donc qualifier NGC 4441 de galaxie à faible brillance de surface (LSB en anglais pour low surface brightness). Les galaxies LSB sont des galaxies diffuses (D) avec une brillance de surface inférieure de moins d'une magnitude à celle du ciel nocturne ambiant.

## Groupe de NGC 4125 et de NGC 4036
Selon un article publié par Abraham Mahtessian en 1998, NGC 4441 fait partie d'un groupe de galaxies qui compte au moins 12 membres, le groupe de NGC 4125. Les autres galaxies de ce groupe sont NGC 3796, NGC 3945, NGC 4036, NGC 4041, NGC 4081, NGC 4125, NGC 4205, NGC 4391, IC 758, UGC 7009 et UGC 7020A, respectivement désignées comme 1159+6237 et 1200+6439 pour les galaxies CGCG 1159.2+6237 et 1200.1+6439.
D'autre part, dans un article publié par A.M. Garcia en 1993, les galaxies NGC 4036, NGC 4041, IC 758, UGC 7009 font partie d'un groupe de galaxies de 5 membres, le groupe de NGC 4036. L'autre galaxie ajouté à ce groupe par Garcia est UGC 7019. Garcia mentionne aussi le groupe de NGC 4125, mais il n'y inclut que quatre galaxies, à savoir NGC 4081, NGC 4125, NGC 4205 et UCG 7020A.
Les galaxies NGC 3796, NGC 3945, NGC 4391 et NGC 4441 ne font pas partie des deux listes de Garcia.
Puisque la galaxie NGC 4121 forme une paire de galaxies avec NGC 4125, elle devrait être ajoutée au groupe de NGC 4125.